# U 571
U 571 war ein U-Boot vom Typ VII C der Kriegsmarine im Zweiten Weltkrieg. Es versenkte auf seinen elf Feindfahrten 13 Schiffe mit 27.911 BRT. Am 28. Januar 1944 wurde es westlich von Irland versenkt, wobei alle 52 Mann der Besatzung starben.

## Geschichte

### Bau und Indienststellung
Das Boot wurde am 8. Juni 1940 bei Blohm & Voss in Hamburg auf Kiel gelegt, der Stapellauf war am 4. April 1941. Die Patenschaft des Boots übernahm die Stadt Freiburg i.Br., zu der die Besatzung im Lauf der Zeit eine enge Bindung aufbaute. Am 22. Mai 1941 wurde es unter dem Kommando von Kapitänleutnant Helmut Möhlmann in Dienst gestellt. Unter seinem Befehl absolvierte U 571 neun Einsatzfahrten in arktische Gewässer und den nördlichen und mittleren Atlantik.

### Einsätze
Auf seiner ersten Kriegspatrouille im August 1941 operierte U 571 gegen alliierten Schiffsverkehr im Nordmeer. Am 26. August torpedierte das Boot das zu einem Hospitalschiff umgebaute russische Passagierschiff Marija Uljanova, das schwer beschädigt wurde. Der Gegenangriff des begleitenden Zerstörers Valerian Kujbyshev beschädigte das U-Boot, das daraufhin zur Basis zurückkehrte.
1942, auf seiner sechsten Fahrt, der dritten Kriegspatrouille, wurde das Boot vor der Ostküste der Vereinigten Staaten eingesetzt. Dort versenkte es am 29. März den britischen Frachter Hertford (Lage), am 6. April den norwegischen Tanker Koll (Lage) vor Kap Hatteras und am 14. April den amerikanischen Frachter Margaret.
Auf seiner siebten Einsatzfahrt, der vierten Kriegspatrouille, wurde das U-Boot im Juli 1942 gegen den Schiffsverkehr in der Karibik eingesetzt. Dort torpedierte es vier Schiffe: am 7. Juli den britischen Frachter Umtata (Lage), am nächsten Tag den amerikanischen Tanker J. A. Moffet (Lage), am folgenden Tag den honduranischen Frachter Nicholas Cuneo (Lage) und am 15. Juli den amerikanischen Tanker Pennsylvania Sun (Lage), der später geborgen und repariert werden konnte. Mit Ausnahme des Kapitäns der J. A. Moffet und dreier Besatzungsmitglieder (eines der Nicholas Cuneo, zwei der Pennsylvania Sun) überlebten die Besatzungen aller vier Handelsschiffe die Versenkungen.
Nach zwei erfolglosen Kriegspatrouillen lief das Boot am 22. März 1943 von La Pallice zu einer weiteren Feindfahrt aus. Die Veränderungen im U-Boot-Krieg, die es den Alliierten ermöglichten, zielgenau Nachtangriffe gegen U-Boote zu unternehmen, hätten fast das Ende des Bootes bedeutet, als gegen 21.55 Uhr am gleichen Tag ein Flugzeug das Boot angriff und so schwer beschädigte, dass es zur Basis zurückkehren musste, die es am folgenden Tag erreichte. Auch die nächste Kriegspatrouille war für das Boot glücklos. Zwar reklamierte Möhlmann die Versenkung von drei Schiffen, diese Versenkungen wurden durch alliierte Aufzeichnungen jedoch nicht bestätigt. Zudem wurde das Boot auf dieser Einsatzfahrt zweimal aus der Luft angegriffen, am 14. April ohne Folgen, am 29. April, zwei Tage vor dem Einlaufen in die Heimatbasis, mit leichten Schäden. Zudem verletzte sich am 22. April bei einem Unfall auf dem Turm Kapitänleutnant Möhlmann, dem für seine Erfolge mit dem Boot am 16. April das Ritterkreuz verliehen worden war, so schwer, dass das Boot vorzeitig zurück zur Basis musste.
Nach dieser Fahrt wurde Möhlmann durch Oberleutnant zur See Gustav Lüssow als Kommandant abgelöst. Unter diesem absolvierte das Boot eine zwölfwöchige Kriegspatrouille vor der Westküste Afrikas, von der es am 1. September 1943 zurückkehrte. Bis Ende Dezember finden sich dann keine Vermerke zu dem Boot im Kriegstagebuch des BdU, vermutlich wurde das Boot in dieser Zeit in einem Trockendock überholt.

### Versenkung
Am 8. Januar 1944 lief das Boot zu seiner elften Unternehmung aus, von der es nicht zurückkehrte. Am 28. Januar 1944 wurde es bei Überwasserfahrt westlich von Irland von Wasserbomben eines Short-Sunderland-Flugbootes der 461th Squadron der Royal Australian Air Force getroffen und sank (Lage). Ein Teil der 52-köpfigen Besatzung, die versucht hatte, sich mit Abwehrfeuer gegen die Sunderland zur Wehr zu setzen, konnte sich zwar aus dem U-Boot retten, ertrank aber im kalten Wasser. Bis zu diesem Zeitpunkt hatte das Boot keine Gefallenen zu verzeichnen.